# 屏边站
屏边站，位于中华人民共和国云南省红河哈尼族彝族自治州屏边苗族自治县，是蒙河铁路上的火车站，建于2014年，由昆明铁路局开远车务段管辖。

## 車站周邊
- 屏边苗族自治县民族职业高级中学
- 新荣小学
- 零开公路管理所

## 连接交通
车站附近500米没有公交。